# Bela Vista
Bela Vista é um município brasileiro da região Centro-Oeste, situado no estado de Mato Grosso do Sul.

## Geografia

### Localização
A cidade de Bela Vista está localizada no sul da região Centro-Oeste do Brasil, á sudoeste de Mato Grosso do Sul e na fronteira com o Paraguai. Localiza-se à latitude 22º06'32" Sul e à longitude 56º31'16" Oeste. Distâncias:
- 349 km da capital estadual (Campo Grande)
- 1483 km da capital federal (Brasília).

### Geografia física
Solo
Latossolo roxo
Clima e temperatura
Tendo clima tropical, as temperaturas médias do mês mais frio fica entre 15 °C e 20 °C.
Relevo
Sua altitude é de 180 metros.
Vegetação
Savana Parque (campo sujo), contatos Savana/Floresta Estacional e Várzeas.
Hidrografia
Bela Vista é banhada pelo rio Apa, um dos principais do estado de Mato Grosso do Sul.

### Geografia política
Fuso horário
Está a -1 hora com relação a Brasília e -4 com relação a Greenwich.
Área
Possui área de 4908,25 km².
Subdivisões
Bela Vista (sede) e Nunca-Te-Vi
Limites
Antônio João, Ponta Porã, Jardim, Caracol e República do Paraguai.

## Topônimo
É desconhecida a origem do topônimo do município. Supõe-se que seja por influência da localização do Fortim Bela Vista, plantado na cidade de igual denominação, no Paraguai e confrontante com a sede do município brasileiro.

## Economia e infraestrutura

### Centro de zona B
Bela Vista, com 23 mil habitantes e 1 relacionamento direto, é um Centro de Zona B. Nível formado por cidades de menor porte e com atuação restrita à sua área imediata; exercem funções de gestão elementares. A cidade exerce influência sobre a cidade de Caracol (Centro Local).

### Infraestrutura
Forças armadas
| Organização                            | Sigla       |
| -------------------------------------- | ----------- |
| 10.º Regimento de Cavalaria Mecanizado | 10º R C Mec |

Outros serviços
- Correios
- Hospital de Pronto Socorro - HPS
- Controladoria Geral do Município de Bela Vista

## Filhos ilustres
- Ver Biografias de bela-vistenses notórios